# 長城縣
長城縣為一中國古代縣名。春秋吳越爭霸時期（前514—前495年），吳王闔閭派弟夫概在今浙江省湖州市長興縣雉城東南兩里處築城，作為夫概王邑。因城狹長，故名「長城」。

## 沿革
- 晉武帝太康三年（282年），分烏程，立長城縣，縣治建在現浙江省長興縣城東南二十里的富坡鄉（今李家巷鎮）。
- 東晉咸康八年（335年），縣治遷至箬溪地北（距今浙江長興縣城東2里）。
- 南北朝時，宋、齊、梁、陳四代均屬吳興郡。
- 隋開皇九年（589年），滅陳，罷吳興郡，長城併入烏程縣，屬蘇州。 
  - 仁壽二年（602年），複立長城縣，屬湖州。
  - 大业二年（606年），州廢，屬吳郡，改長城縣為義鄉縣。
- 唐武德元年（618年），吳興太守沈法興起兵，割據江南，改長城為長州。
  - 武德二年（619年），李子通破沈法興，盡有其地。
  - 武德四年（621年），農民起義領袖杜伏威平李子通，改長州為「綏州」，後又更名為「雉州」。其時輔公祏「僭據」在此，輦土為之，雉城名也由此而起。
  - 唐武德七年（624年），輔公祏被殺，廢雉州，恢復長城縣名。以安吉、原鄉兩縣併入，縣治遷至雉城（今雉城鎮）。
- 五代屬吳越。梁開平四年（910年），吳越王錢鏐為避梁太祖之父朱诚的名諱，改「長城」為「長興」。「長興縣」名自此始。